# Grad Réaumur
Grad Réaumur är en enhet för temperaturmätning som är lika med 1,25 °C eller K. Celsius- och Réaumurskalorna har samma nollpunkt – vattnets fryspunkt vid normalt tryck – så vattnets kokpunkt är 80 grader Réaumur. Réaumurskalan definierades av den franske forskaren René Antoine Ferchault de Réaumur år 1731. 
Dess enda moderna användning är för mätning av mjölktemperatur vid osttillverkning. Den används i några italienska mejerier som gör Parmigiano-Reggiano och Grana Padano och i vissa schweiziska bergsostar.